# Gredine
Gredine es un pueblo de la municipalidad de Bugojno, en el cantón de Bosnia Central, Bosnia y Herzegovina.

## Superficie
Posee una superficie de 5,18 kilómetros cuadrados.

## Demografía
Hasta 2013 la población era de 13 habitantes, con una densidad de población de 2,5 habitantes por kilómetro cuadrado.